# Pseudogramma polyacantha
Pseudogramma polyacantha är en fiskart som först beskrevs av Bleeker, 1856.  Pseudogramma polyacantha ingår i släktet Pseudogramma och familjen havsabborrfiskar. Inga underarter finns listade i Catalogue of Life.